# Liebfrauenkapelle (Dornberg)

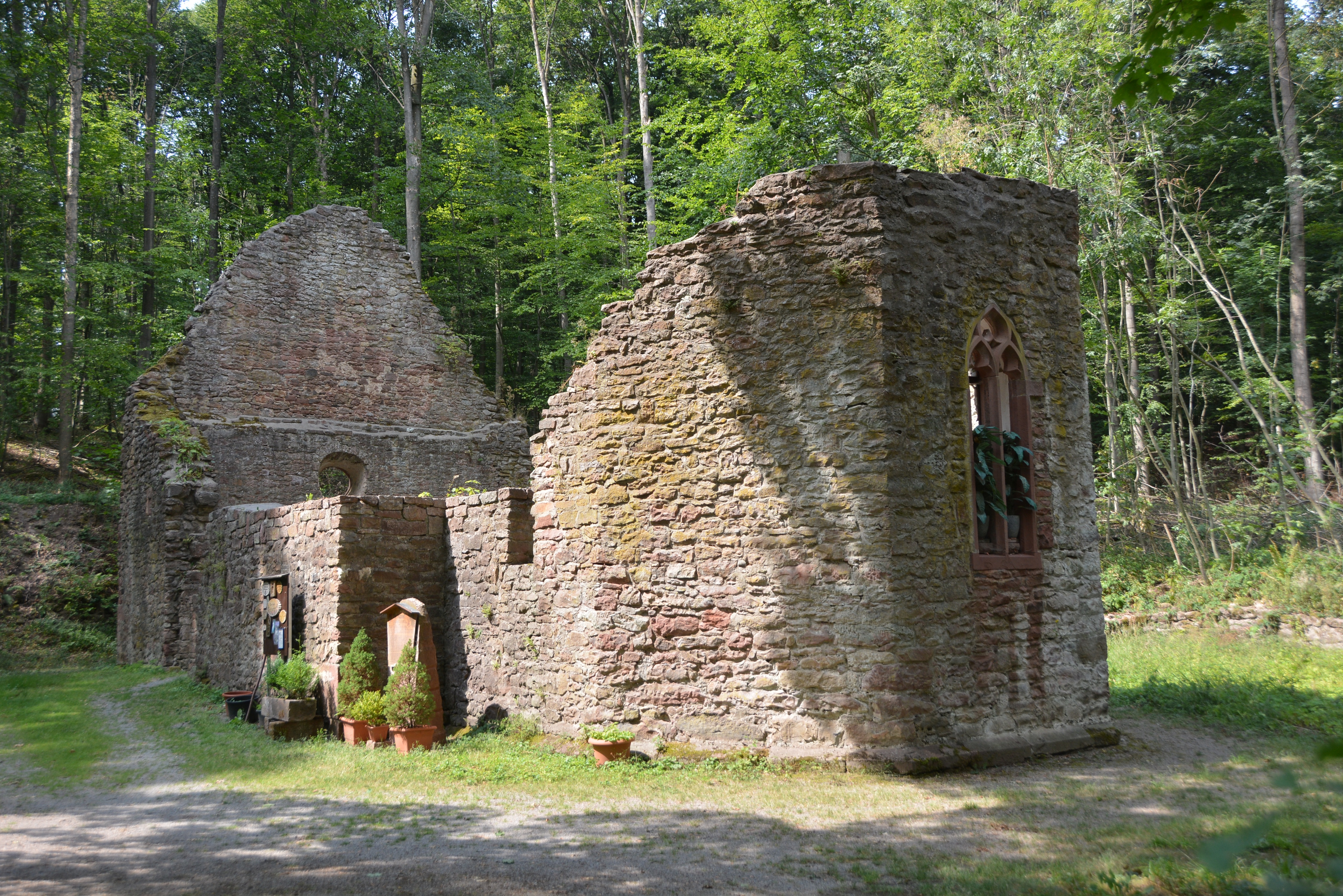
Kapellenruine in Dornberg

Die Ruine der ehemaligen Liebfrauenkapelle ist ein geschütztes Kulturdenkmal nach dem Denkmalschutzgesetz. Sie steht nordöstlich von Dornberg im Wald, einem Ortsteil der Gemeinde Hardheim im Neckar-Odenwald-Kreis in Baden-Württemberg.

## Beschreibung
Die 1791 fast vollständig abgebrochene Kapelle diente ursprünglich als Liebfrauenkapelle einer 1462 erwähnten Einsiedelei. Es ist noch zu erkennen, dass sie aus einem Langhaus und einem eingezogenen, dreiseitig geschlossenen Chor im Osten bestand.